# Associação Paulista de Críticos de Arte
L’Associação Paulista de Críticos de Arte (ou APCA, en français « l'association des critiques d'art de São Paulo ») est une association de critiques brésilienne créée en 1956 et basée à São Paulo.
Elle remet chaque année depuis 1972 les Troféu APCA (ou Prêmio APCA), qui récompensent le cinéma, le théâtre, la télévision, la musique, la danse, la littérature et les arts plastiques.

## Catégories de récompense
- Meilleur film (Melhor filme)